# 河南广播电视台电视剧频道
河南广播电视台电视剧频道是河南广播电视台下属的一个电视频道。

## 简介
频道于2004年6月1日开播，通过11个发射塔实现河南全省无线覆盖，通过有线网络覆盖河南省18个地级市。
频道以“看不完的好故事”为宣传口号，全天24小时播出国内外各类热门电视剧。

## 主要节目
- 《动感剧场》每晚17：30播出
- 《真好剧场》每晚19：30三集连播
- 《点播剧场》每晚23：00播出[2]